# Paul Giauque
Paul Giauque, né le 15 avril 1894 à Poligny et mort le 15 août 1979 à Besançon, est un homme politique français.

## Détail des fonctions et des mandats
Mandats parlementaires
- 8 décembre 1946 - 18 juin 1955 : Sénateur du Jura